# Marthe Kråkstad Johansen
Marthe Kråkstad Johansen, född 5 januari 1999 i Mo i Rana, är en norsk skidskytt och längdskidåkare.
Marthe Kråkstad Johansen tog vid vinter-OS för ungdomar 2016 guld i den mixade stafetten. Hon tog även silver i parstafetten, i sprinten och i jaktstarten. Hon gjorde sin debut i världscupen 2023 där hon samma år ingick i det norska stafettlaget som tog en första plats. Det var hennes första pallplats i världscupen.